# 特尔玛·皮克
特尔玛·皮克（英語：Thelma Peake，1914年4月30日—1982年6月15日），澳大利亚女子田径运动员。她曾代表澳大利亚参加1938年大英帝国运动会田径比赛，获得一枚金牌和一枚铜牌。